# نبرد مرج الصفار (۱۳۰۳)
نبرد مرج الصفار (انگلیسی: Battle of Marj al-Saffar) همچنین به عنوان نبرد شقهاب شناخته می‌شود، در تاریخ ۲۰ آوریل تا ۲۲ آوریل ۱۳۰۳ بین مملوک و مغول مغول و متحدان مردم ارمنی آنها در نزدیکی الکسوه سوریه رخ داد. درست در جنوب دمشق این نبرد هم در تاریخ اسلام و هم در زمان معاصر به دلیل جهاد بحث‌برانگیز علیه سایر مسلمانان و فتواهای مربوط به رمضان که توسط ابن تیمیه صادر شد، تأثیرگذار بوده‌است. او خود به نبرد پیوست. نبرد، شکستی فاجعه‌بار برای مغول‌ها بود و به حمله مغول به شام پایان داد.